# ريتشارد إل. كولينز
ريتشارد إل. كولينز (بالإنجليزية: Richard L. Collins)‏ هو صحفي أمريكي، ولد في 28 نوفمبر 1933، وتوفي في 29 أبريل 2018.